# Gerald Patterson

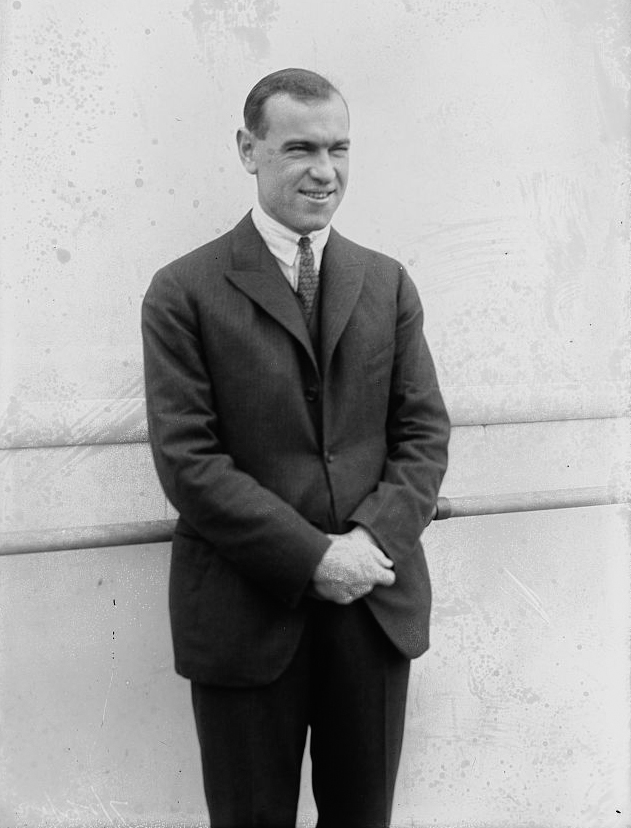
Gerald Patterson

Gerald Patterson (* 17. Dezember 1895 in Melbourne; † 13. Juni 1967) war ein australischer Tennisspieler.
Er lebte vor allem von seinem kraftvollen Spiel und seinem starken Aufschlag, was ihm den Namen „Human Catapult“ einbrachte.
In den Jahren 1919 und 1922 gewann er das Einzel in Wimbledon. Zudem siegte er 1927 im Einzel bei den Australian Open.
Im Doppel gewann er von 1914 bis 1927 bei den Australian Open insgesamt 5 Mal, bei den US Open siegte er 1919 im Doppel mit seinem Landsmann Norman Brookes.
Patterson spielte zudem von 1919 bis 1928 für sein Land im Davis Cup.